# Liste der Biografien/Korc
Liste der Biografien |
Portal Biografien |
Personensuche
# |
A |
B |
C |
D |
E |
F |
G |
H |
I |
J |
K |
L |
M |
N |
O |
P |
Q |
R |
S |
T |
U |
V |
W |
X |
Y |
Z |
?
 
Ka |
Kb |
Kc |
Kd |
Ke |
Kf |
Kg |
Kh |
Ki |
Kj |
Kl |
Km |
Kn |
Ko |
Kp |
Kr |
Ks |
Kt |
Ku |
Kv |
Kw |
Ky |
Kx |
Kz
 
Koa |
Kob |
Koc |
Kod |
Koe |
Kof |
Kog |
Koh |
Koi |
Koj |
Kok |
Kol |
Kom |
Kon |
Koo |
Kop |
Kor |
Kos |
Kot |
Kou |
Kov |
Kow |
Kox |
Koy |
Koz
 
Kora |
Korb |
Korc |
Kord |
Kore |
Korf |
Korg |
Korh |
Kori |
Korj |
Kork |
Korl |
Korm |
Korn |
Koro |
Korp |
Korr |
Kors |
Kort |
Koru |
Korv |
Korw |
Kory |
Korz
Die Liste der Biografien führt alle Personen auf, die in der deutschsprachigen Wikipedia einen Artikel haben. Dieses ist eine Teilliste mit 25 Einträgen von Personen, deren Namen mit den Buchstaben „Korc“ beginnt.

## Korc

### Korca
- Korčák, Josef (1921–2008), tschechoslowakischer Politiker

### Korch
- Korch, Claus (1936–2019), deutscher Bildhauer und Grafiker
- Korch, Helmut (1926–1998), deutscher marxistischer Philosoph
- Korchak, Dmitry (* 1979), russischer Opernsänger (Tenor) und Dirigent
- Korchemny, Remi (* 1932), ukrainischer Leichtathletiktrainer in den USA
- Korchia, Élie (* 1971), französischer Rechtsanwalt und jüdischer Verbandsfunktionär
- Korchinska, Maria (1895–1979), polnisch-russisch-britische Harfenistin
- Korchmáros, Gábor (* 1946), ungarischer Mathematiker

### Korck
- Korckwitz, Carl Friedrich Wilhelm von (1738–1809), preußischer Rittmeister und Landrat
- Korckwitz, Ernst Wilhelm Benjamin von (1744–1802), preußischer Beamter
- Korckwitz, Wilhelm Karl Lebrecht von (1765–1828), preußischer Beamter und Gutsherr

### Korco
- Korčok, Ivan (* 1964), slowakischer Diplomat und Politiker

### Korcs
- Korcsmár, Zsolt (* 1989), ungarischer Fußballspieler

### Korcz
- Korcz, Anna (* 1968), polnische Schauspielerin und Model
- Korcz, Włodzimierz (* 1943), polnischer Komponist
- Korczago, Adrian (* 1964), polnischer lutherischer Geistlicher und Bischof der Diözese Teschen der Evangelisch-Augsburgischen Kirche in Polen
- Korczak, Boris (* 1939), polnisch-US-amerikanischer Spion
- Korczak, Dieter (* 1948), deutscher Soziologe und Sachbuchautor
- Korczak, Janusz, polnischer Arzt, Pädagoge und KinderbuchautorJanusz Korczak

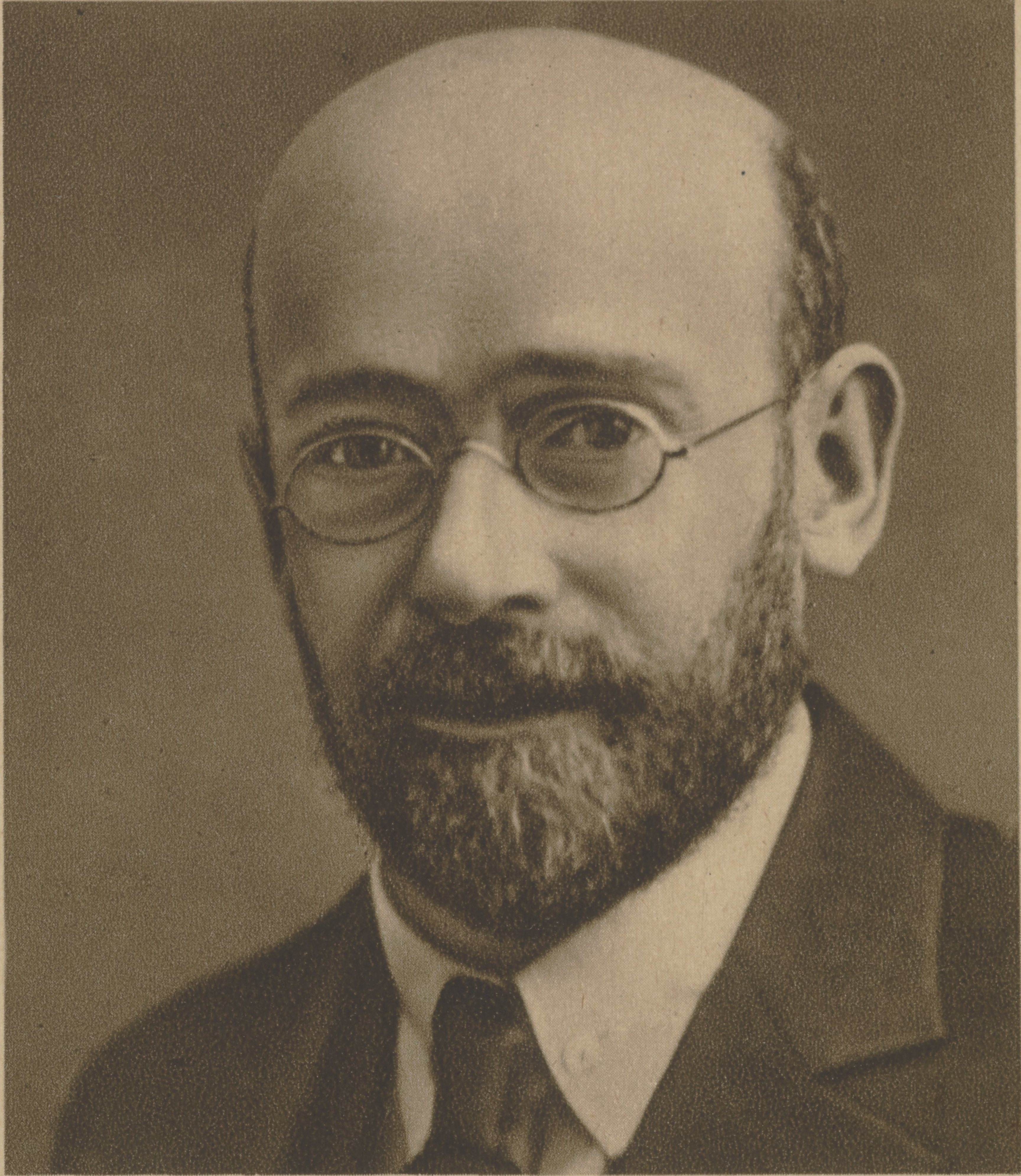
Janusz Korczak

- Korczak, Rozka (1921–1988), polnisch-jüdische Partisanin in Litauen und israelische Historikerin
- Korczok, Anton (1891–1941), deutsch-polnischer römisch-katholischer Geistlicher und Märtyrer
- Korczowski, Noah (* 1994), deutscher Fußballspieler
- Korczyc, Władysław (1893–1966), sowjetisch-polnischer General, Chef des Generalstabes der Polnischen Volksarmee
- Korczyńska, Daria (* 1981), polnische Sprinterin
- Korczyński, Grzegorz (1915–1971), polnischer Generalleutnant der Polnischen Volksarmee, Diplomat und Politiker